# Wishartfördelning

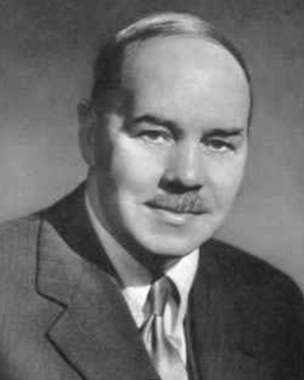
John Wishart (1898-1956).

Inom statistiken är Wishartfördelningen en generalisering till flera dimensioner av chitvåfördelningen eller till gammafördelningen då det är fråga om icke-heltal i frihetsgrader. Metoden är uppkallad efter John Wishart som tog fram den och först använde sig av den år 1928.

## Definition
Antag att X är en {\displaystyle n\times p} -matris, där varje rad är oberoende av varandra med ett p-variatvärde med medelvärdet 0:
{\displaystyle X_{(i)}{=}(x_{i}^{1},\dots ,x_{i}^{p})^{T}\sim N_{p}(0,V)}
Wishartfördelningen är då den sannolikhetsfördelningen av {\displaystyle p\times p}-matrisen i den slumpmässiga matrisen {\displaystyle S=X^{T}X}, även känd som spridningsmatrisen. Sannolikhetsfördelningen för S visas genom formeln
{\displaystyle S\sim W_{p}(V,n)}
Det positiva heltalet n är antalet frihetsgrader i matrisen, detta visas som W(V, p, n). Då n≥p är S inverterbar med sannolikhet 1, antaget att V är inverterbar.

## Förekomster
Wishartfördelningen kan ses som fördelningen av delarna till en kovariantmatris som i sig är en del av en multivariant normal fördelning. Den förekommer ofta i ratio-test inom den multivarianta statistiska analysen och även i teorin om slumpmässiga matriser.
Metoden används också vid trådlös kommunikation då den spelar stor roll för att analysera digitala signaler för MIMO-kanaler.

## Egenskaper

### Log-förväntan
Utgå från följande formel:
{\displaystyle \operatorname {E} [\ln |\mathbf {X} |]=\sum _{i=1}^{p}\psi \left({\frac {n+1-i}{2}}\right)+p\ln(2)+\ln |\mathbf {V} |}
där {\displaystyle \psi } är digammafunktionen. Denna funktion som inkluderar Wishartfördelningen hittas då ett bayesiskt nätverk tas fram.

### Entropi
Inom entropin, som är ett begrepp inom informationsteorin, har följande formel av fördelningen:
{\displaystyle \operatorname {H} [\mathbf {X} ]=-\ln \left(B(\mathbf {V} ,n)\right)-{\frac {n-p-1}{2}}\operatorname {E} [\ln |\mathbf {X} |]+{\frac {np}{2}}}
där {\displaystyle B(\mathbf {V} ,n)} är en normaliserande konstant i fördelningen:
{\displaystyle B(\mathbf {V} ,n)={\frac {1}{\left|\mathbf {V} \right|^{\frac {n}{2}}2^{\frac {np}{2}}\Gamma _{p}({\frac {n}{2}})}}}
Detta visas i följande uträkning:
{\displaystyle {\begin{aligned}\operatorname {H} [\mathbf {X} ]&={\tfrac {n}{2}}\ln |\mathbf {V} |+{\tfrac {np}{2}}\ln(2)+\ln \left(\Gamma _{p}({\tfrac {n}{2}})\right)-{\frac {n-p-1}{2}}\operatorname {E} [\ln |\mathbf {X} |]+{\tfrac {np}{2}}\\&={\tfrac {n}{2}}\ln |\mathbf {V} |+{\tfrac {np}{2}}\ln(2)+{\frac {p(p-1)\ln(\pi )}{4}}+\sum _{i=1}^{p}\ln \left(\Gamma \left({\tfrac {n+1-i}{2}}\right)\right)-{\frac {n-p-1}{2}}\left(\sum _{i=1}^{p}\psi \left({\tfrac {n+1-i}{2}}\right)+p\ln(2)+\ln |\mathbf {V} |\right)+{\tfrac {np}{2}}\\&={\tfrac {n}{2}}\ln |\mathbf {V} |+{\tfrac {np}{2}}\ln(2)+{\frac {p(p-1)\ln(\pi )}{4}}+\sum _{i=1}^{p}\ln \left(\Gamma \left({\tfrac {n+1-i}{2}}\right)\right)-{\frac {n-p-1}{2}}\sum _{i=1}^{p}\psi \left({\tfrac {n+1-i}{2}}\right)-{\frac {n-p-1}{2}}\left(p\ln(2)+\ln |\mathbf {V} |\right)+{\tfrac {np}{2}}\\&={\tfrac {p+1}{2}}\ln |\mathbf {V} |+{\tfrac {1}{2}}p(p+1)\ln(2)+{\frac {p(p-1)\ln(\pi )}{4}}+\sum _{i=1}^{p}\ln \left(\Gamma \left({\tfrac {n+1-i}{2}}\right)\right)-{\frac {n-p-1}{2}}\sum _{i=1}^{p}\psi \left({\tfrac {n+1-i}{2}}\right)+{\tfrac {np}{2}}\end{aligned}}}

### Karakteristisk funktion
Wishartfördelningens karakteristiska funktion är
{\displaystyle \Theta \mapsto \left|{\mathbf {I} }-2i\,{\mathbf {\Theta } }{\mathbf {V} }\right|^{-{\frac {n}{2}}}}
Med andra ord
{\displaystyle \Theta \mapsto \operatorname {E} \left[\mathrm {exp} \left(i\mathrm {tr} (\mathbf {X} {\mathbf {\Theta } })\right)\right]=\left|{\mathbf {I} }-2i{\mathbf {\Theta } }{\mathbf {V} }\right|^{-{\frac {n}{2}}}}
där E visar vad som förväntas.

## Sats
Om en pxp slumpmässig matris X har en Wishartfördelning med m frihetsgrader och variansmatrisen V, d.v.s X≈Wp(V,m), och C är en qxp-matris med rank q, i så fall kan de skrivas som
{\displaystyle CXT^{T}\sim W_{q}(CVC^{T},m)}.